# 111-я гвардейская артиллерийская бригада
111-я гвардейская артиллерийская Кёнигсбергская Краснознамённая ордена Кутузова бригада (бел. 111-я гвардзейская Кёнігсбергская Чырванасцяжная, ордэна Куту́зава II ступені артылерыйская брыгада) — войсковое соединение Сухопутных войск Республики Беларусь. Место дислокации — город Брест.

## История
111-я бригада начала отсчёт своей истории 15 октября 1939 года в городе Великие Луки Калининской области, где был сформирован 431-й корпусной артиллерийский полк. С 1940 года полк участвовал в войне с Финляндией в составе 7-й армии, 12-13 марта принимал участие в штурме Выборга. После финской кампании полк с 1 по 5 мая 1940 года передислоцирован на Северный Кавказ, где вошёл в состав 34-го стрелкового корпуса, 15 июня 1941 года был погружен в эшелоны и передислоцирован в Белую Церковь.
В начале июля 1941-го часть перебросили на Западный фронт под Витебск, где на станции Рудня её воины приняли бой с немецкой армией. Осенью 1941 полк принимал активное участие в обороне Москвы. В январе 1942 года полк одним из первых артиллерийских частей был преобразован в гвардейский и начал именоваться 2-й гвардейский пушечный артиллерийский полк.
С 1943 по 1944 год гвардейцы освобождали территорию Белоруссии и Литвы. В июне 1944 бригада участвовала в прорыве обороны противника в районе Витебска и освобождении северной части Белоруссии.
В апреле 1945 за овладение городами Орнета и Пененжно полк наградили орденом Кутузова II степени. А боевые действия в годы Великой Отечественной войны гвардейцы завершили штурмом города-крепости Кёнигсберг, получив почётное «Кёнигсбергский».
В сентябре 1945 полк был передислоцирован в Бобруйск, а с 1961-го — в Брест. И до 2002 года находилась на территории Брестской крепости в военном городке, который был построен поляками в 1932 году для 31-го полка лёгкой артиллерии.